# Elecciones federales de Alemania de 1890
Las elecciones parlamentarias de Alemania de 1890 se llevaron a cabo el 20 de febrero de 1890. El Partido de Centro recuperó su posición como el partido más grande del Reichstag, al ganar 107 de los 397 escaños, mientras que el Partido Nacional Liberal, antes el partido más grande, se redujo a 38 escaños. A pesar de recibir más votos, el Partido Socialdemócrata obtuvo sólo 35 escaños. La participación electoral fue del 71,6%.

## Resultados
| #  | Partido político    | Votos     | % de votos válidos | Escaños | Variación (escaños) |
| -- | ------------------- | --------- | ------------------ | ------- | ------------------- |
| 1  | SPD                 | 1.427.323 | 19.7%              | 35      | +24                 |
| 2  | Zentrum             | 1.340.688 | 18.6%              | 107     | +9                  |
| 3  | DFP                 | 1.148.468 | 15.89%             | 67      | +35                 |
| 4  | NLP                 | 1.130.842 | 15.64%             | 38      | -60                 |
| 5  | KP                  | 882.820   | 12.2%              | 71      | -9                  |
| 6  | DRP                 | 461.307   | 6.4%               | 19      | -22                 |
| 7  | PP                  | 185.417   | 2.6%               | 11      | -2                  |
| 8  | ELP                 | 153.667   | 2.1%               | 14      | -1                  |
| 9  | DVP                 | 147.570   | 2.0%               | 10      | +10                 |
| 10 | DHP                 | 112.675   | 1.6%               | 11      | +7                  |
| 11 | Otros partidos      | 237.793   | 3.3%               | 14      | -                   |
|    | Votos nulos/blancos | 33.127    | -                  | -       | -                   |
|    | Total               | 7.261.697 | 100.0%             | 397     | =                   |

Fuente: Wahlen in Deutschland